# Sarophorus costatus
Sarophorus costatus är en skalbaggsart som beskrevs av Fahraeus 1857. Sarophorus costatus ingår i släktet Sarophorus och familjen bladhorningar. Inga underarter finns listade i Catalogue of Life.